# Revelin
Revelin ali ravelin (italijansko rivelino; francosko ravelin) je v grajski arhitekturi vrsta utrdbe narejena da brani njene najslabše točke ali posamezna vrata. Če je pred vrati utrdbe, je revelin najpogosteje povezan z njimi z mostom.
Revelin je trikotna fortifikacija ali samostojna izpostavljena utrdba pred bastijonom trdnjave. Izvirni naziv za revelin je bil demiluna (francosko demi-lune, kar izhaja iz besede luneta. Revelin se je postavljal izven trdnjave na nasprotni strani od fortifikacijske kurtine. Robovi revelina so postavljeni tako, da topovi lahko streljajo le na tiste, ki morajo priti vzdolž fortifikacijske kurtine. Zid, ki je obrnjen k gradu/trdnjavi je nizek, vogali ostalih pa so postavljeni tako da revelin ne nudi nikakršnega zaklona napadalcem, če ga ti osvojijo ali ga branitelji zapustijo.